# Trithemis arteriosa
Trithemis arteriosa са вид едри насекоми от семейство Плоски водни кончета (Libellulidae).

## Разпространение
Това са водни кончета, често срещани в близост до сладководни водоеми в цяла Африка.